# José de Jesús Nuñez Viloria
José de Jesús Nuñez Viloria (ur. 2 stycznia 1938 w Betijoque, zm. 3 lipca 2024 w Ciudad Bolívar) – wenezuelski duchowny rzymskokatolicki, w latach 1987-1990 biskup Ciudad Guayana.

## Życiorys
Święcenia kapłańskie przyjął 12 sierpnia 1962. 8 stycznia 1982 został mianowany biskupem pomocniczym Ciudad Bolivar ze stolicą tytularną Cenae. Sakrę biskupią otrzymał 19 marca 1982. 13 stycznia 1987 objął urząd biskupa Ciudad Guayana. 21 lipca 1990 zrezygnował z urzędu.